# Улица Художника Бучкури
Улица Художника Бучкури — улица в исторической части Воронежа (Центральный район).
Проходит от улицы 25 Октября к (прерываясь улицей Пятницкого) улице Степана Разина, в конце переходит в Пряничный переулок (самую короткую, около 30 м, улицу города). Сквозного проезда не имеет. Протяжённость улицы около 700 метров.

## История

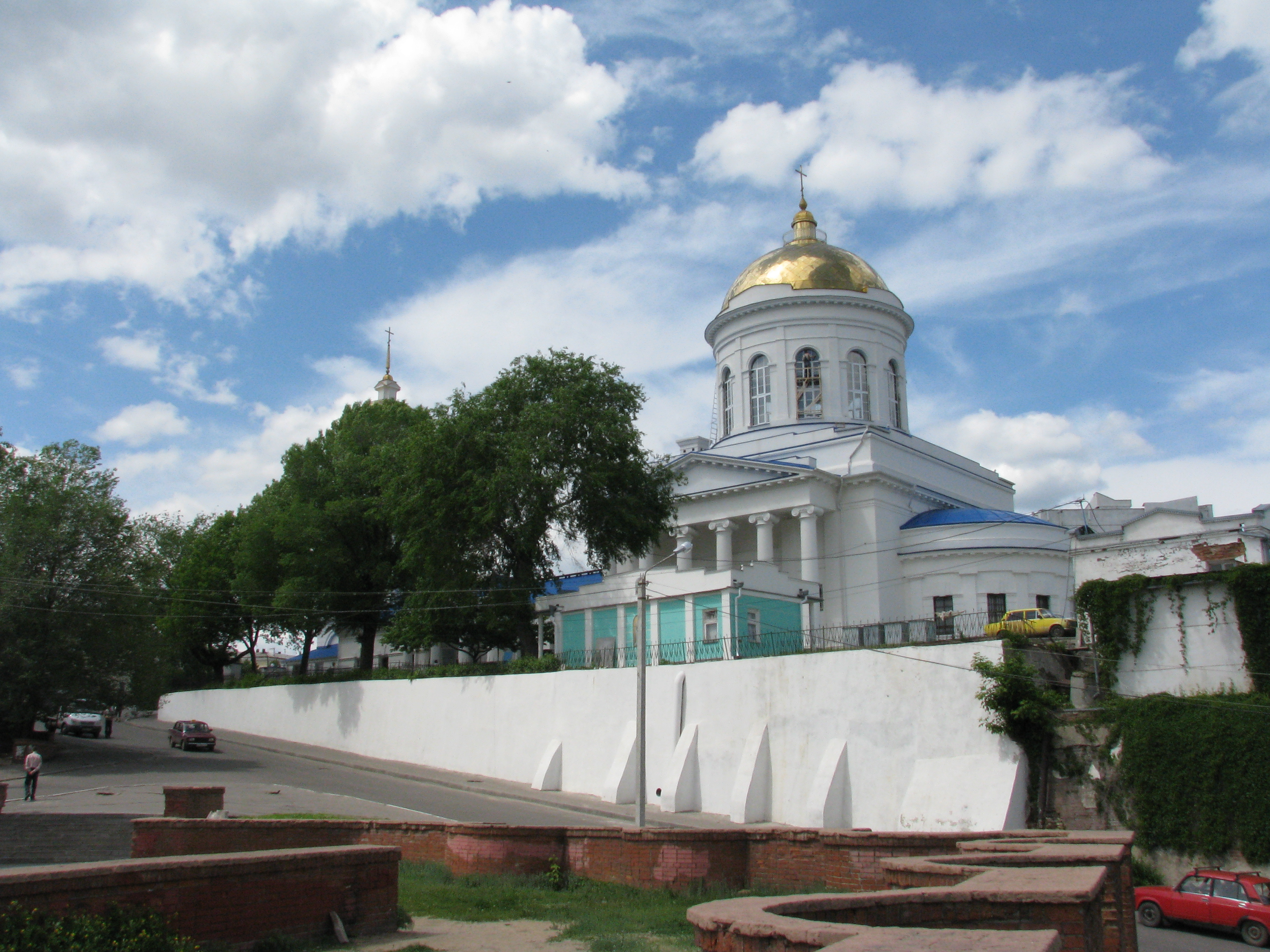
Покровский собор и улица художника Бучкури

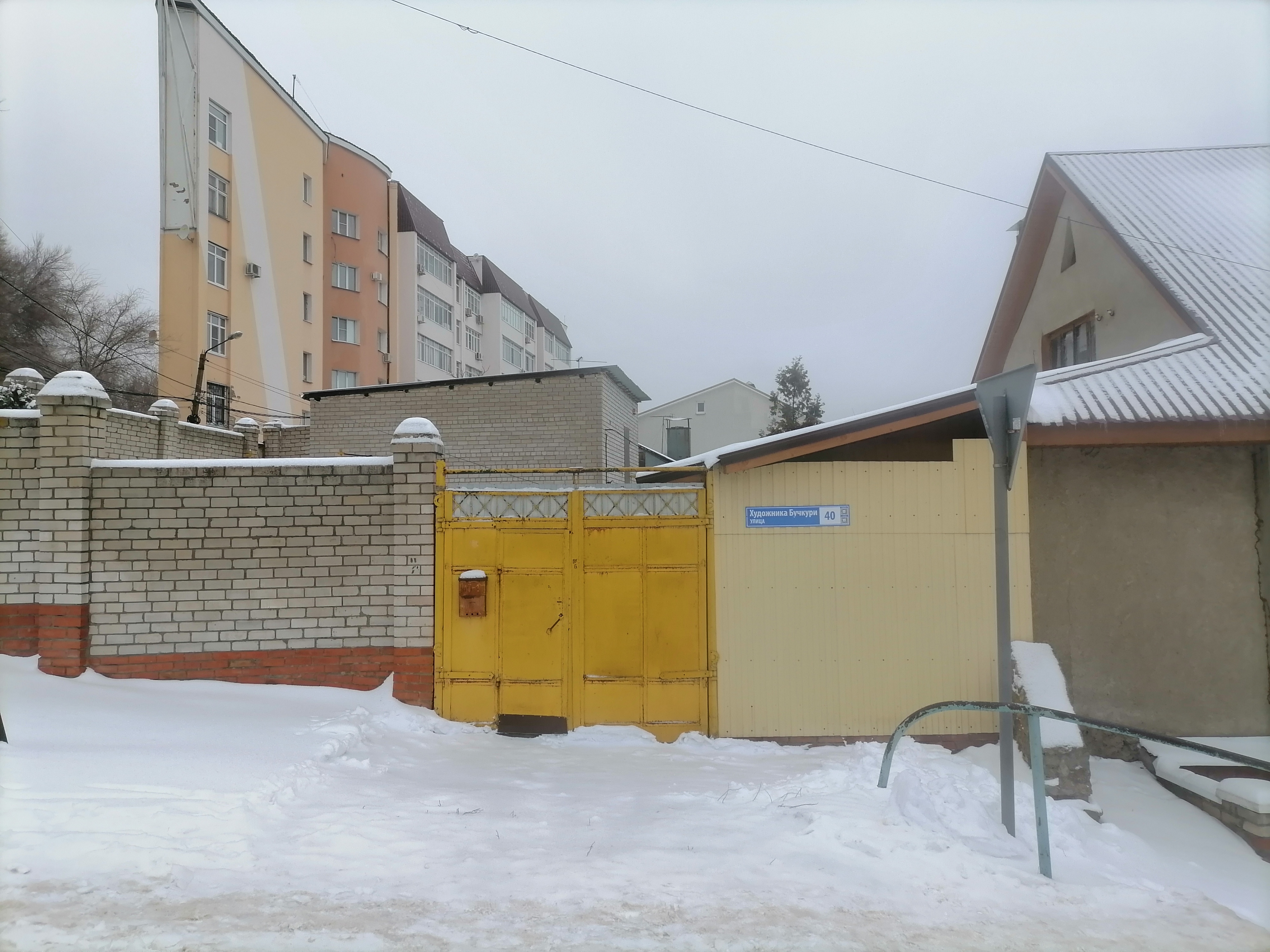
Вид улицы

Проложена в конце 1770-х и в 1780-х годах, после катастрофического пожара 1773 года, опустошившего город. Первоначальное название — Луговая, впоследствии изменившееся на Логовая. Спуск у Покровского храма называли Покровской горой, в 1928 году он вошёл в состав улицы.
Современное название в честь известного русского художника Александра Алексеевича Бучкури (1870—1942), жившего, работавшего и в годы немецкой оккупации погибшего в Воронеже. Художник жил на этой улице, в 1942 году его дом был уничтожен бомбой. В годы Великой Отечественный войны сильно пострадал и Покровский собор
Весной 2015 года на прилегающей к улице территории было анонсировано создание «Детского литературного парка»

## Достопримечательности
Литературный парк

## Известные жители
Александр Бучкури (дом не сохранился)